# Spectromètre à particules alpha et à rayons X

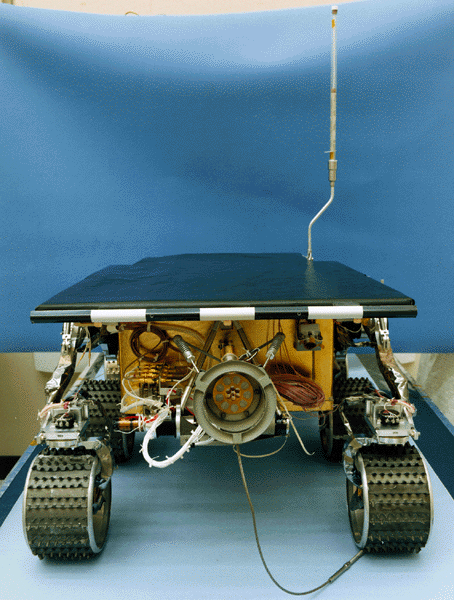
Photographie de l'arrière de l'astromobile Sojourner et de l'APXS qu'il embarque.

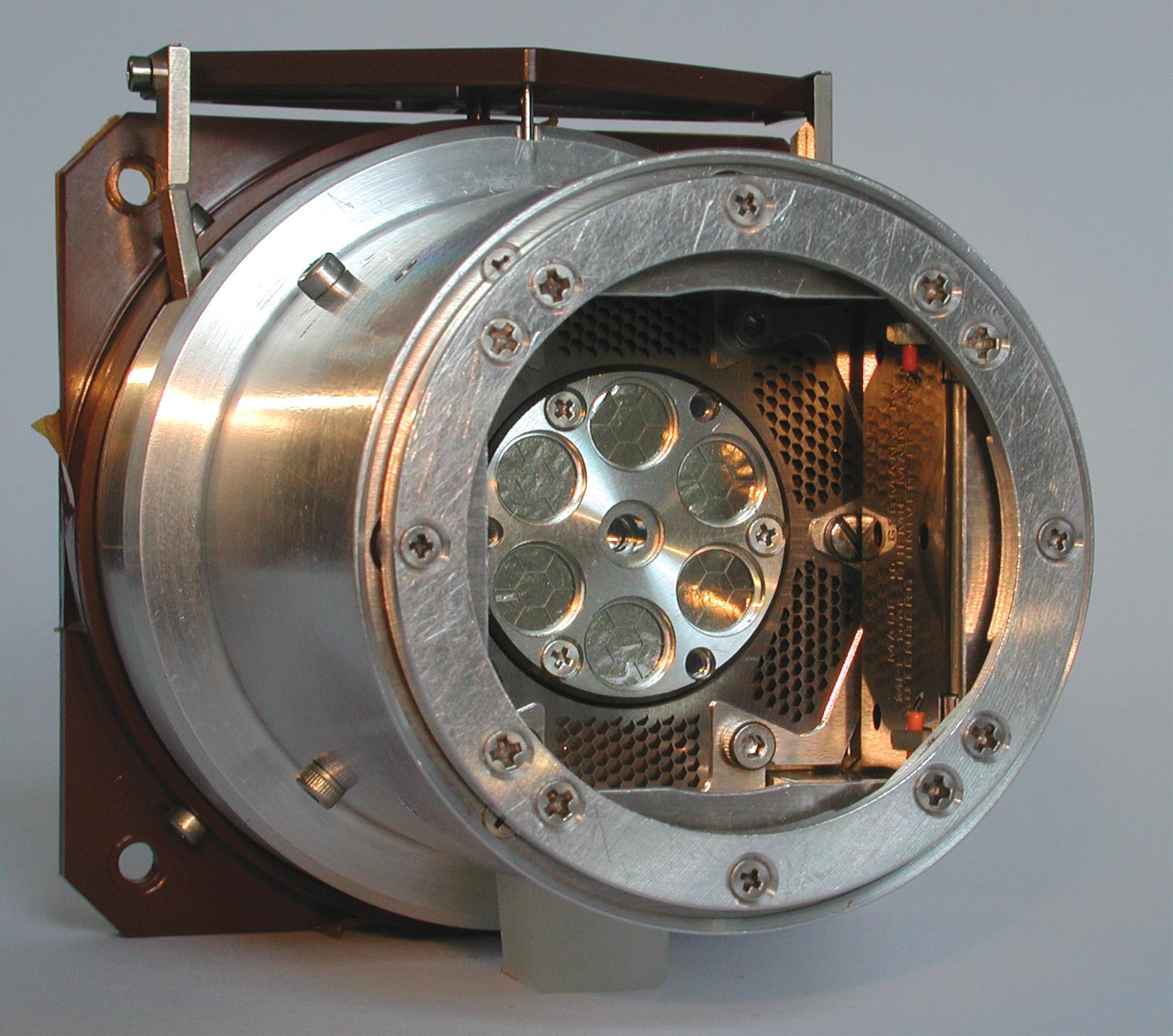
Tête du détecteur de l'APXS embarqué sur les astromobiles Spirit et Opportunity.

Le spectromètre à particules alpha et à rayons X (APXS) est un instrument d’analyse permettant d’obtenir la composition chimique en éléments majeurs et mineurs (sauf pour l’atome d’hydrogène) d’un échantillon. L’échantillon est bombardé avec des particules α (4He2+) et des rayons X. La détection de la diffusion de ces particules α et de la fluorescence des rayons X résultants de ce bombardement permet de connaître la composition de l'échantillon.
Il est utilisé principalement dans les missions spatiales puisqu’elles nécessitent des dispositifs légers, petits et faibles consommateurs d’énergie. Une des variantes de cet appareil est le spectromètre à protons, rayons X par particules α, qui comporte en plus un mode de détection pour protons.
On retrouve son utilisation ainsi que celle de l’APS (version antérieur sans spectromètre à rayons X) dans de nombreuses missions telles que Surveyor 5-7, Mars Pathfinder, Mars 96, Mars Exploration Rover, Phobos, Mars Science Laboratory et Philae. Pour chacune d’elles, l’APXS a été et est utilisée pour des analyses géologiques d’astres et de planètes afin de déterminer la composition chimique de leurs sols et roches de surface.

## Principe de fonctionnement
Cet instrument utilise deux méthodes de détections pour ses analyses : la spectroscopie de rayons X (mode rayons X) et la rétrodiffusion des particules α (mode α). Les rayons X permettent la détection d’éléments ayant un numéro atomique supérieur à 8. Le mode α quant à lui permet de détecter efficacement les éléments plus légers tels que le carbone et l’oxygène. Par complémentarité des deux modes on peut alors obtenir la composition chimique d’un échantillon donné, en l’occurrence celle des sols et roches présents sur Mars, qui est aujourd’hui l’application principale de cet appareil.

### Mode rayons X
Dans le mode rayons X, l’instrument va détecter le spectre de rayons X d’un échantillon afin de remonter à sa composition puisque chaque élément émet des photons X d’énergie caractéristique à la transition électronique qu’il subit. On distingue deux types d’excitation des rayons-X provenant du curium 244 (source radioactive). D’une part les rayons X eux-mêmes permettant la fluorescence de rayons X (en anglais XRF pour X-ray fluorescence), et d’autre part les rayonnements α induisant une émission de rayons X (en anglais PIXE, pour Particle-Induced X-ray Emission).

#### Fluorescence des rayons X (XRF)

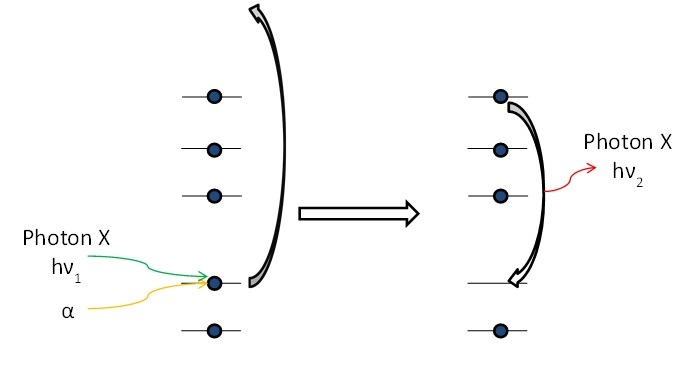
Principe de fonctionnement de la fluorescence X, consistant en l’émission d’un photon X (flèche rouge) après éjection d’un électron (sphères bleues) d’une couche électronique interne de l’atome induite par particule α (flèche jaune) ou rayonnement X (flèche verte).

La méthode de la fluorescence X repose sur le principe suivant : le modèle quantique de l’atome impose l’existence de niveaux discrets d’énergie pour chaque électron au sein de son orbitale atomique. Si on expose un échantillon à des rayons X, les photons X (ayant une haute énergie supérieure à celle d‘ionisation de l’atome irradié) vont venir éjecter un électron de sa couche électronique, ce qui va créer une vacance (ou lacune) électronique au sein de l’atome. Cette lacune rendant la structure électronique de l’atome instable, sera comblée par un électron situé sur un niveau discret d’énergie plus élevé. Celui-ci va alors se « désexciter » et émettre un photon X d’énergie donnée (puisque seulement certaines transitions électroniques sont permises), correspondant à la différence d’énergie entre les niveaux d'énergies discrets concernées. C’est cette émission de rayons X qui est par la suite détecté par l’appareil. La source initiale de photons X (photons de hautes énergies) provient du curium 244 présent dans l’appareil.

#### Émission de rayons X induite par particules α (PIXE)
La méthode PIXE est quant à elle une application particulière de la fluorescence X. En effet la seule différence entre les deux méthodes est qu’ici, au lieu d’exciter un atome par rayons X, on va le bombarder de particules α. Bombarder un échantillon de particules α d’énergie suffisante (via un accélérateur d’ions) revient à expulser un électron (occupant un niveau énergétique particulier) de son orbitale électronique et créer ainsi une lacune électronique. On retrouve cette même instabilité que dans la XRF qui est responsable ici encore de la « désexcitation » d’un électron occupant une orbitale électronique plus énergétique afin de combler cette lacune. Cette transition aboutit là aussi à l’émission d’un photon X d’énergie particulière (comme expliqué pour la méthode XRF) qui est recueilli par le détecteur du spectromètre. La particule α (noyau d’Hélium) initialement envoyée sur l’échantillon provient de la décroissance radioactive de l’atome de Currium 244 présent dans l’instrument.

### Mode α
Dans ce mode, l’appareil va détecter les particules α qui auront été rétrodiffusées, selon le principe de rétrodiffusion de Rutherford. Ici encore, la source de particules α provient de la décroissance radioactive du Curium 224 et ces derniers sont par la suite accélérés grâce à un accélérateur de particules (afin d’obtenir une énergie en MeV) avant d’être « envoyées » sur l’échantillon qui va les rétrodiffuser vers le détecteur de l’APXS.

#### Spectrométrie de rétrodiffusion de Rutherford (RBS)

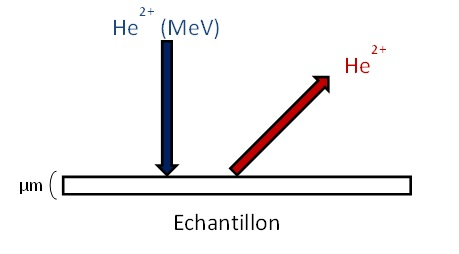
Illustration du principe rétrodiffusion de Rutherford sur un échantillon ou les rayons α émis (bleus) sont rétrodiffusés après collisions élastiques à la surface de l'échantillon

La rétrodiffusion de Rutherford (de l’anglais Rutherford Backscattering Spectroscopy, RBS) est une technique d’analyse fondée sur la diffusion des ions sur un échantillon. Un échantillon est bombardé par un faisceau de particules à haute énergie, les particules α. En entrant en contact avec l’atome cible, il se produit une collision entre les particules incidentes et les noyaux des atomes présents dans les quelques micromètres supérieurs de la surface de l’échantillon. Cette collision n’implique pas de contact direct entre les ions et l’atome ciblé. Il s’y produit plutôt un échange d’énergie en raison des forces de Coulomb présentes entre les noyaux des atomes adjacents. Cependant on peut se représenter la collision comme étant élastique, du point de vue de la physique classique. Après collision les particules vont être rétrodiffusées avec un rendement particulier selon un angle donné. Ce rendement, représentant l’énergie d’une particule rétrodiffusée en fonction de son énergie initial (avant collision), pour un angle spécifique dépend alors de 2 processus. La particule va perdre tout d’abord de l’énergie lorsqu’elle va traverser l’échantillon (avant et après la collision), dépendamment du pouvoir d’arrêt électronique du matériau analysé. Cette perte varie de manière continue en fonction de la distance parcourue par la particule au sein du matériau. L’autre responsable de la perte d’énergie subit par la particule est la collision élastique en elle-même avec les atomes. Cette perte dépend de la masse des atomes cibles.
Ainsi, les particules rétrodiffusées vont arriver au détecteur avec une énergie différente de celle de leurs émissions, et comme ce rapport est connu pour chaque élément à un angle donné, on peut alors déduire la composition élémentaire de l’échantillon analysée. Le détecteur de l’APXS est situé de façon à recevoir les rayons retrodiffusés avec un angle compris entre 140 et 175° par rapport au rayonnement α émis, puisque c’est à cet angle que la différence des rapports énergétiques avant/après collisions est la plus élevée pour des éléments de masses atomiques proches.

## Composition de l'APXS duMars Science Laboratory(MSL)
La majeure partie des composants électroniques de l’APXS se trouve dans le corps de l’astromobile. La tête du détecteur est maintenue par un bras électronique relié à ce véhicule.

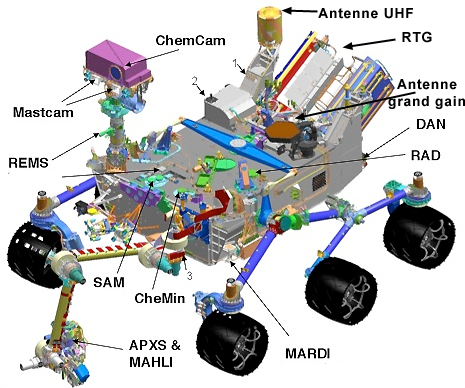
Dessin du véhicule Mars Science Laboratory, où l'APXS se situe dans la tête du bras mécanique.

### Analyse de l'APXS
La tête du détecteur est déployée sur la surface de l’échantillon à analyser, dans le cas précis la surface du sol martien. Aucune préparation d’échantillon n’est nécessaire, cependant une brosse de dépoussiérage liée à l'astromobile peut être utilisée afin éliminer la poussière sur l’échantillon si nécessaire. La distance entre la tête du détecteur et l’échantillon doit typiquement être inférieure à 2 cm. Les rayonnements expliqués précédemment sont alors envoyés sur la surface de l’échantillon pendant une durée variable. L’abondance des éléments influent sur cette durée, les éléments ayant une abondance égale ou supérieure à 0,5 % (Na, Al, Ca, Fe, Mg, Si, Ca ou S) sont analysés sur une durée proche des 15 minutes, tandis que les éléments présents sous forme de trace (Ni et Br) sont analysés sur une durée pouvant atteindre les 3 heures. Lorsque le balayage est terminé, les données sont envoyées au véhicule. Ces données d’une taille 32 kilobytes contiennent entre autres 13 spectres pris consécutivement. Le nombre de spectres permet une analyse statistique des résultats. Seules les données présentant une haute répétabilité sont retenues.

### Mécanisme de déploiement
Le bras électronique du véhicule (Instrument Deployment Device, IDD)  permet de déployer et de positionner l’APXS à différentes altitudes et orientations par rapport au niveau du sol. La rotation permet de d’orienter le détecteur et ainsi de le placer directement face à l’échantillon.

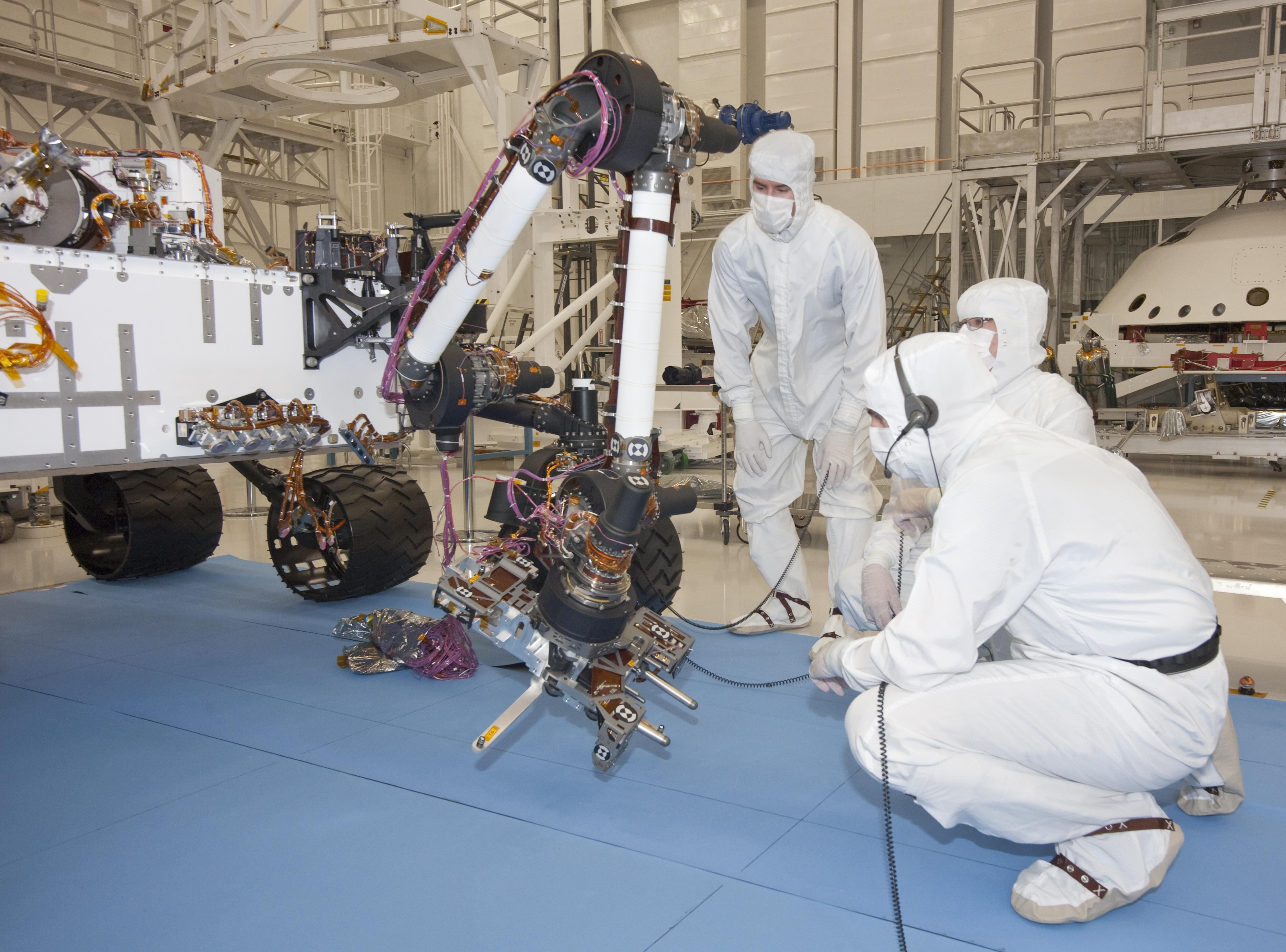
Photographie du MSL lors d'un test du bras électronique.

### Étalonnage
L'étalonnage se fait au préalable, avant le lancement de l’équipement sur Mars. Un grand nombre de géostandards (étalons) ont été étudiés à la suite de campagnes d’étalonnage préalables. Les étalons sont préparés à partir d’échantillons géologiques validés par des institutions qualifiées. Pour les deux premières missions spatiales composant le projet Mars Exploration Rover (MER), les appareils ont embarqué à leur bord 8 géostandards et 3 météorites ainsi que des standards d’oxyde et de métaux. La performance et la stabilité de l’instrumentation est étudiée de 2 façons :
- La cible d’étalonnage de composition (Compositional Calibration Target, CCT) est composée d’une plaque de magnétite (Fe3O4). Elle est utilisée pour vérifier la résolution des spectres à partir du pic caractéristique à 6,4 keV du fer et est elle-même montée sur le bras électronique du rover (IDD).
- La cible d’étalonnage interne est composée de minces couches d’or (Au), de Kapton (polyimides) et de nickel (Ni) présents sur le cuprobérylium des portes. Elle permet de vérifier la résolution, l’étalonnage énergétique, et la linéarité par rapport à des valeurs déterminées avant envoi de l’équipement.

### Tête du détecteur
Le diamètre de l’anneau de contact est de 1,7 cm, une augmentation de celui-ci aurait pour résultat une diminution de l’intensité du signal. Différents capteurs lui sont intégrés afin de permettre, lors du positionnement du détecteur, d’indiquer au véhicule l’arrêt du mouvement. Les détecteurs α sont au nombre de 6.

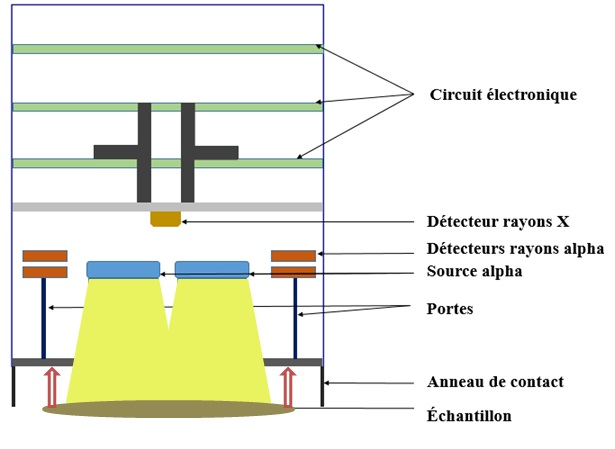
Représentation schématique de la composition de la tête du détecteur de l'APXS. On remarque l'emplacement des détecteurs situés en face de l'échantillon qui rétrodiffuse les particules α (flèches rouges) à sa surface.

### Amélioration de la méthode
Un certain nombre d’améliorations ont été apportées entre les deux missions Mars Exploration Rover (MER) et la Mars Science Laboratory (MSL). L’amélioration comprend entre autres une augmentation de la sensibilité par un facteur 3, une sensibilité améliorée pour les éléments lourds possibles grâce à une augmentation de l’intensité des rayons X, la possibilité d’effectuer des analyses de jour grâce à l’utilisation de refroidisseurs Peltier, l’utilisation d’une cible d’étalonnage faite de basalte montée sur l’IDD de l'astromobile spécifiquement pour l’APXS, et la diminution de la durée d’acquisition des spectres (~ 10 secondes) de diffraction aux rayons X.
Ce nouveau modèle a été mis au point par l’agence spatiale canadienne (ASC), un partenaire international de la mission Mars Science Laboratory (MSL) et a été placé sur Curiosity, le rover envoyé lors pour cette mission. Le principal chercheur de l’APXS est Ralf Gellert, de l’université de Guelph, en Ontario, qui a développé les modèles précédents.

### Refroidisseur Peltier
Utilisé dans l’APXS il s’agit d’un dispositif de dissipation thermique contrôlé électroniquement. Il est composé d’une multitude de thermocouples connectés en série par des points de cuivre. Une différence de température au niveau des points de jonction des différents conducteurs électriques est induite par l’effet Peltier lorsqu’un courant est appliqué. Les puces des détecteurs de rayons X sont maintenues à des températures inférieures à 0 °C avec ces refroidisseurs. La qualité des analyses étant améliorée à des températures basses (entre 0,2 keV et 6,4 keV à ~ −5 °C et < 150 eV à ~ -15 °C), il est alors possible d’obtenir une plus haute résolution pour ces analyses.

### Quantification de l'appareil
L’APXS permet d’offrir une mesure précise des différents éléments présents dans un échantillon. Par exemple, la limite de détection (LD) est ~ 100 ppm pour le nickel (Ni) et ~ 20 ppm pour le brome (Br) pour des acquisitions de 3 heures.

## Application: Analyse géologique du sol martien
Mars est une planète qui subit d’importantes tempêtes de poussière, et c’est ce que les analyses de sols effectuées par l’APXS ont révélé. En effet la composition des sols (analysés sur différents sites d’atterrissage des sondes et astromobiles envoyées sur Mars) correspond à la distribution mélangée de ces poussières résultant de ces tempêtes à la surface de la planète , et est relativement semblable pour chaque lieu d’analyses. Ces sols sont composés majoritairement d’oxydes de silicium, fer, calcium ou encore d’oxyde de soufre et d’aluminium (voir tableau suivant).
| Oxyde               | Na2O | MgO | Al2O3 | SiO2 | P2O5 | SO3  | FeO  | K2O  | CaO | TiO2 | Cr2O3 | MnO  |
| Concentration (%wt) | 3,3  | 9,3 | 10    | 45,8 | 0,84 | 5,82 | 15,8 | 0,41 | 6,1 | 0,81 | 0,35  | 0,31 |
| Éléments            | Ni   | Cl  | Br    | Zn   |      |      |      |      |     |      |       |      |
| Concentration (ppm) | 450  | 530 | 30    | 300  |      |      |      |      |     |      |       |      |

L’une des observations importantes provenant de ces mesures est que la présence de brome dans les sols, mais surtout dans les roches (et en plus grande quantité, autour de 170 ppm) pourrait indiquer une altération de leur surface durant une période d’activité aqueuse passée sur les sites de mesures.